# سالن نمایش ویندمیل
سالن نمایش ویندمیل (به انگلیسی: Windmill Theatre)، (آوایش انگلیسی: /wɪn. mɪl /ˈθɪ. ə. tə//) در خیابان ویندمیل بزرگ در لندن واقع است.

## سینما قصر لوکس
سینما قصر لوکس (به فرانسوی: Palais de Luxe) در سال ۱۹۰۹ در مجاورت سالن‌های تئاتر آپولو و نغمه که در نبش خیابان شافتزبوری واقع بودند برپا شد. بعدها با افتتاح سینماهای بزرگ در لندن کسب و کار سینما قصر لوکس از رونق افتاد.

## سالن نمایش ویندمیل
در سال ۱۹۳۰ لورا هندرسون سینما قصر لوکس را خرید و شروع به بازسازی درون آن کرد، هندرسون پس از افتتاح ۱۵ ژوئن ۱۹۳۱ نام قصر لوکس را سالن نمایش ویندمیل تغییر داد. اولین نمایش تئاتر ویندمیل نمایش تقاضا بود. محتوای نمایش‌های تئاتر ویندمیل به تدریج دچار افت محتوا و زیان مالی شد و نمایش‌های کمدی سکسی مانند فرشته آبی با بازی مارلنه دیتریش پرداخت. در سال ۱۹۳۲ هندرسون، ویون فان دیم را به عنوان مدیر اجرایی نمایش‌های ویدمیل انتخاب کرد.

## نمایش‌های برهنه زنده
نمایش‌های زنده برهنه که جزئی از ایده دیدار شیطان فان دیم بود با مخالفت مقامات بریتانیایی رو به شد ولی چون این نمایش‌ها مورد حمایت لرد چمبرلین و لرد کرمر بود در حیات سالن نمایش ویندمیل نداشت. فان دیم نمایش‌های برهنه زنده که از فیلم‌هایی چون آنی اوکلی (فیلم ۱۹۳۵)، پری دریایی (فیلم ۱۹۱۰) اقتباس شده بود به صحنه برد. مهم‌ترین تحولی که در نمایش‌های زنده برهنه ذهن مخاطبان را به خود جلب کرد رقص پر بود.

## سالن نمایش و جنگ جهانی دوم
سالن نمایش ویندمیل در هنگامه جنگ جهانی دوم در تبلیغات‌های خود شعار ما هرگز بسته نخواهیم شد تکرار می‌کرد. در طول جنگ سالن نمایش هرگز به غیر ۴ تا ۱۶ سپتامبر ۱۹۳۹ هرگز بسته نشد حتی طول بمباران شهر لندن سالن نمایش به زیرزمین ساختمان منتقل شد. بسیاری از سربازان و مقامات و خانواده سلطنتی در طول جنگ از سالن نمایش دیدن کردند.

## پس از جنگ
در سال ۱۹۴۴ هندسون در ۸۲ سالگی درگذشت و سالن نمایش را به فان دیم واگذار کرد. پس از جنگ بسیاری از بازیگران و مدل‌های بریتانیایی کار خودشان را از سالن نمایش ویندمیل شروع کردند. از بازیگران مشهور می‌توان به جیمی ادواردز، تونی هنکاک، اسپایک میلیگان، هری سکومب، پیتر سیلرز، مایکل بنتین اشاره کرد. از مدل‌های گلامور بریتانیایی جون ویلکینسون و لین شاو کار خود را از سالن نمایش ویندمیل شروع کرده بودند.

## پس از مرگ فان دیم
ویون فان دیم در ۷۱ سالگی در سال ۱۹۶۰ درگذشت و سالن نمایش به دخترش شیلا فان دیم رسید که او نیز به دلیل ناتوانی در زنده نگه داشتن سالن نمایش آن را به مایکل کلینگر و تونی تنسر فروخت. آن دو سالن نمایش را تبدیل به سینما کردند تا سال ۱۹۷۴ سینما فعال بود تا اینکه پل ریموند سرمایه‌دار عرصه سرگرمی بزرگسالان آن را تبدیل کلوپ و سالن نمایش برهنگی تبدیل کرد. در سال ۱۹۸۲ یک سالن دیسکو و در سال ۱۹۸۶ یک کاباره به مجموعه ویندمیل اضافه شد.